# 그레이스 신
그레이스 신(영어: Grace Shin, 1988년 10월 22일 ~ )은 대한민국의 여자 가수이다. 남예종예술실용전문학교 실용음악전공 교수로도 활동하고 있다.

## 학력
- 뉴욕예술고등학교 졸업
- 뉴욕 시립 대학교 학사

## 음반 목록

### 싱글
- "10 Minutes" (2015, K팝 스타 시즌4 TOP10 Part.1)
- "나만 바라봐" (2015, K팝 스타 시즌4 TOP8)
- "내 눈 앞에" (2015, 플레인 베이글스와 듀엣)
- "로맨틱 발렌타인 (Romantic Valentine)" (2017, 소소한 이야기 Part.5)
- "The Faith" (2017)